# Enrico di Lussemburgo
Enrico di Lussemburgo (nome completo in francese Henri Albert Gabriel Félix Marie Guillaume; Betzdorf, 16 aprile 1955) è il granduca di Lussemburgo dal 7 ottobre 2000, data di abdicazione del padre Giovanni.
La titolatura completa è la seguente: Sua Altezza Reale Enrico, Granduca di Lussemburgo, Duca di Nassau, Conte palatino del Reno, Conte di Sayn, Königstein, Katzenelnbogen e Diez, Visconte di Hammerstein, Signore di Mahlberg, Wiesbaden, Idstein, Merenberg, Limburg e Eppstein.

## Biografia

### Infanzia ed educazione

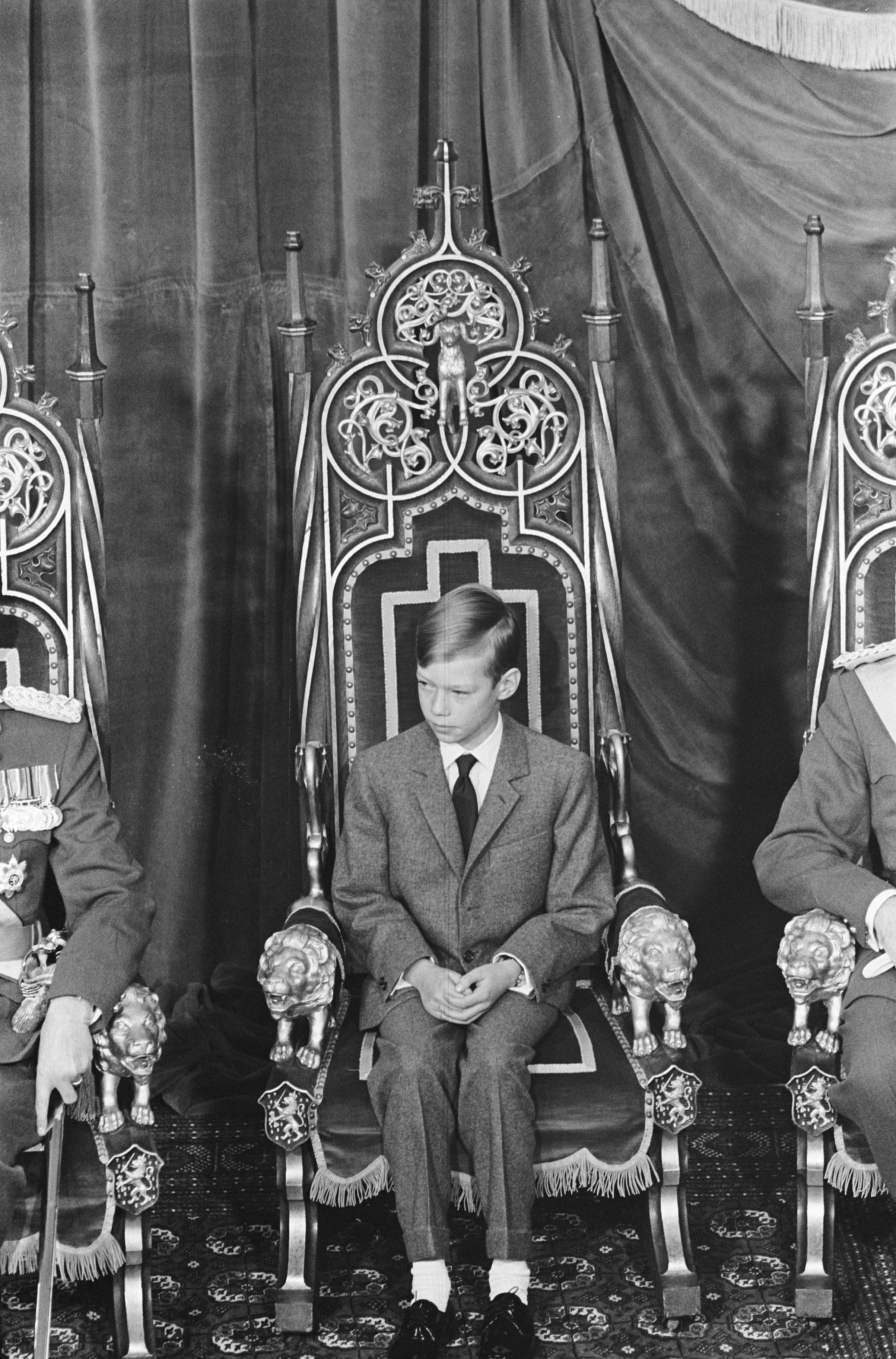
Il giovane Enrico all'intronizzazione del padre Giovanni

Principe capetingio, del ramo dei Duchi sovrani di Parma, il granduca Enrico I è nato a Betzdorf in Lussemburgo. È il secondogenito, primo maschio, del granduca Giovanni I e della granduchessa Giuseppina Carlotta, nata principessa del Belgio. Suo padrino di battesimo fu lo zio re Alberto II dei Belgi e madrina la zia, principessa Maria Gabriella di Lussemburgo.
Oltre al lussemburghese, il granduca parla il francese, l'inglese e il tedesco. Dopo aver conseguito il diploma in Francia nel 1974, ha frequentato l'Università di Ginevra, dove nel 1980 si è laureato in scienze politiche. Nell'esercito lussemburghese ha raggiunto il grado di Generale e ha il comando nominale delle forze armate.

### Matrimonio

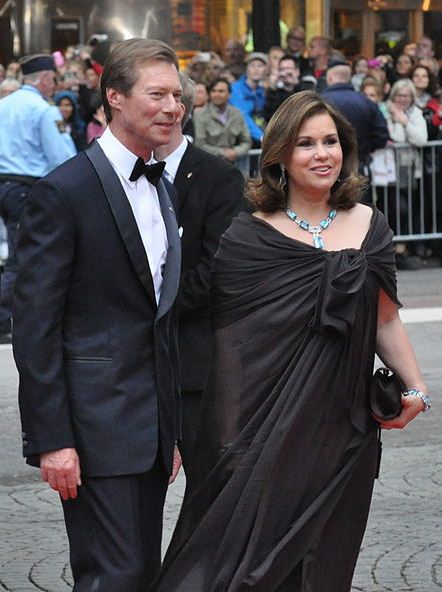
Enrico di Lussemburgo e María Teresa Mestre nel 2013

Durante i suoi studi a Ginevra ha incontrato la sua attuale moglie, María Teresa Mestre, nata a Marianao il 22 marzo 1956, sua compagna di università e laureatasi anche lei in scienze politiche nel 1980. Il loro matrimonio è stato celebrato il 14 febbraio 1981 presso la Cattedrale di Notre Dame di Lussemburgo.
Dal 1980 al 1998, Enrico, allora Granduca ereditario, è stato membro del Consiglio di Stato.
È membro del Comitato Internazionale Olimpico dal 1998.

### Granduca di Lussemburgo
Enrico divenne Granduca del Lussemburgo il 7 ottobre 2000, in seguito all'abdicazione del padre, il granduca Giovanni (abdicazione annunciata fin dal 24 dicembre 1999).
La coppia granducale fa parte della Fondation Mentor, creata sotto il patrocinio dell'Organizzazione mondiale della sanità per vietare il consumo di droghe tra i giovani. Ha creato la "Fondation Grand-Duc Henri - Grande-Duchesse Maria Teresa" con scopi assistenziali e umanitari.
Inoltre il granduca Enrico è presidente della sezione lussemburghese del "Galapagos Darwin Trust" ed è membro del comitato di direzione della Fondazione Charles Darwin per le isole Galápagos.
Dal 2005 i Granduchi sono presidenti onorari dell'Orchestra Filarmonica del Lussemburgo.
Il 12 marzo 2006 il granduca Enrico e la granduchessa Maria Teresa sono diventati nonni per la prima volta, con la nascita di Gabriel, figlio del principe Luigi; il neonato Gabriel, secondo le leggi dinastiche, non entrerà a far parte della linea granducale del Lussemburgo.
Il 16 maggio 2007 la corte granducale annunciò che la coppia aspettava il secondo figlio per l'autunno: il 21 settembre 2007 è nato Noè Guglielmo di Nassau, figlio secondogenito di Luigi e Tessy.
Nell'agosto 2019 il Primo Ministro Xavier Bettel ha incaricato il rappresentante speciale presso la Corte granducale, Jeannot Waringo, di verificare l'esistenza di eventuali sprechi tra le spese della famiglia del granduca Enrico. Il 24 gennaio 2020 è stato pubblicato il rapporto Waringo nel quale, da un lato, viene evidenziata scarsa trasparenza in relazione alla rendicontazione dell'appannaggio sovrano e, dall'altro, come, nonostante la costituzione fissi in 1.241.590 Euro annui la dotazione della Corte, questi corrispondano solo all'11,7% del totale degli importi effettivamente ricevuti ogni anno dalla Maison du Grand-Duc. Il rapporto propone di riformare il sistema. La famiglia granducale è stata dunque tacciata di opacità nella gestione dei fondi e la granduchessa Maria Teresa è finita al centro di polemiche poiché accusata dai media di spendere troppo e di comportarsi in modo tirannico con il personale.
Il 23 giugno 2024, giorno del suo compleanno ufficiale, Enrico annunciò la sua intenzione di nominare suo figlio Guglielmo luogotenente rappresentante (reggente) in ottobre. Tradizionalmente, questo segna l'intenzione del Granduca di abdicare in futuro. L'8 ottobre, Guglielmo prestò giuramento come luogotenente rappresentante. Il 24 dicembre 2024, il Granduca annunciò nel suo messaggio di Natale la sua intenzione di abdicare in favore del Granduca ereditario Guillaume il 3 ottobre 2025.

## Discendenza

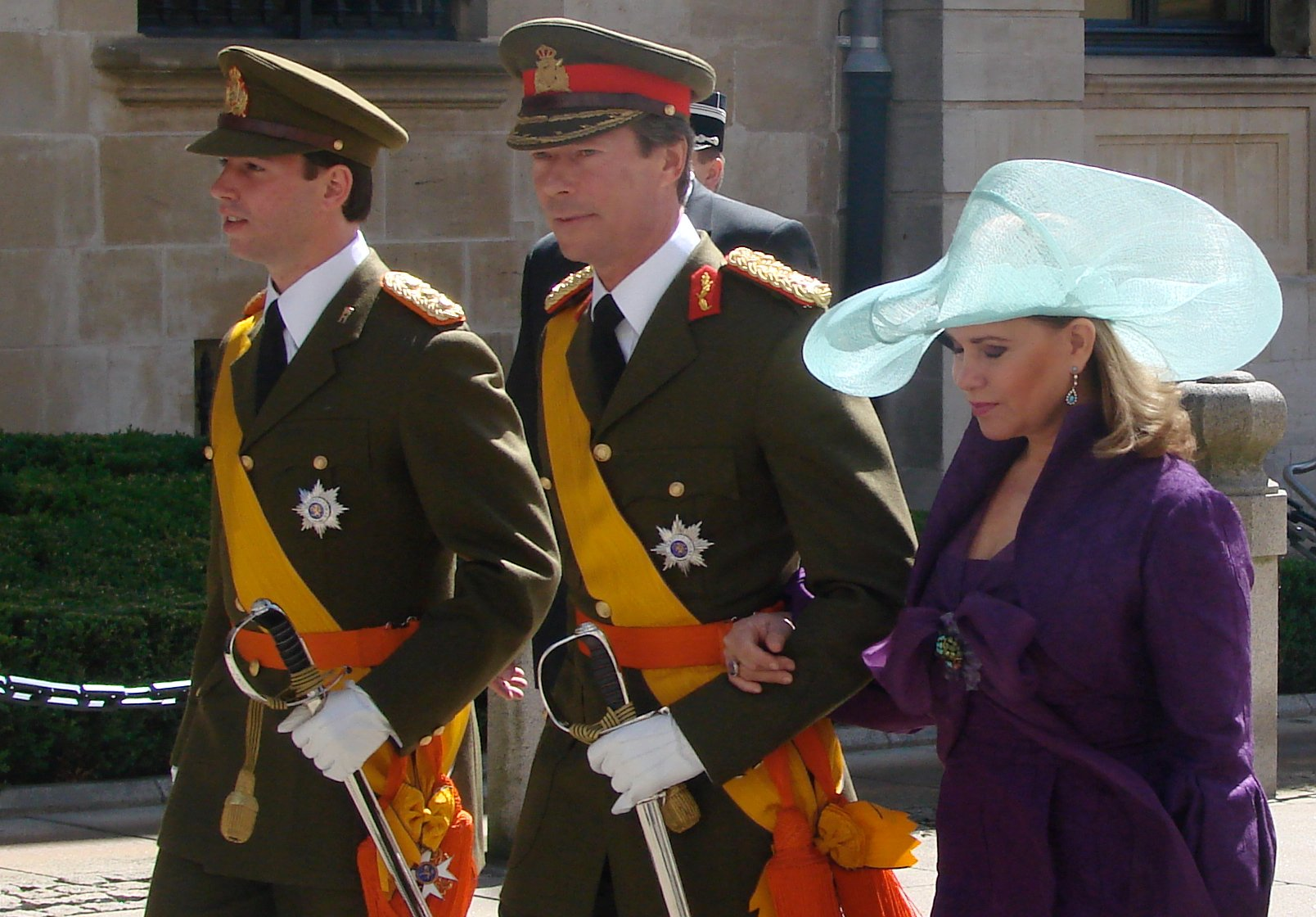
Enrico di Lussemburgo (centro) con la moglie e il figlio

Enrico di Lussemburgo e María Teresa Mestre hanno avuto cinque figli e otto nipoti:
- Principe Guillaume Jean Joseph Marie, granduca ereditario di Lussemburgo (nato il 11 novembre 1981), sposato nel 2012 con la principessa Stéphanie Marie Claudine Christine, granduchessa ereditaria di Lussemburgo (nata il 18 febbraio 1984);
  - Principe Charles Jean Philippe Joseph Marie Guillaume di Lussemburgo (nato il 10 maggio 2020);
  - Principe François Henrie Luis Marie Guillaume (nato il 27 marzo 2023);
- Principe Félix Léopold Marie Guillaume di Lussemburgo (nato il 3 giugno 1984) sposato nel 2013 con la principessa Claire Margareta di Lussemburgo (nata il 21 marzo 1985):
  - Principessa Amalia Gabriela Maria Teresa di Nassau (nata il 15 giugno 2014),
  - Principe Liam Henri Hartmut di Nassau (nato il 28 novembre 2016);
  - Principe Balthazar Felix Karl di Nassau (nato il 7 gennaio 2024);
- Principe Louis Xavier Marie Guillaume di Lussemburgo (nato il 3 agosto 1986). Sposato dal 2006 al 2019 con Tessy Antony (nata il 28 ottobre 1985):
  - Principe Gabriel Michael Louis Ronny di Nassau (nato il 12 marzo 2006),
  - Principe Noah Etienne Guillaume Gabriel Matthias Xavier di Nassau (nato il 21 settembre 2007);
- Principessa Alexandra Joséphine Teresa Charlotte Marie Wilhelmine di Lussemburgo (nata il 16 febbraio 1991), sposata nel 2023 con Nicolas Bagory (nato il 11 novembre 1988);
  - Victoire Bagory (nata il 14 maggio 2024);
- Principe Sébastien Henri Marie Guillaume di Lussemburgo (nato il 16 aprile 1992).

## Ascendenza
|                                |                      |                                   | Genitori                                  |  |  | Nonni |  |  | Bisnonni           |  |  | Trisnonni          |  |
|                                |                      |                                   |                                           |  |  |       |  |  | Roberto I di Parma |  |  | Carlo III di Parma |  |
|                                |                      |                                   |                                           |  |  |       |  |  | Roberto I di Parma |  |  | Carlo III di Parma |  |
|                                |                      | Luisa Maria di Borbone-Francia    |                                           |  |  |       |  |  | Roberto I di Parma |  |  |                    |  |
| Felice di Borbone-Parma        |                      |                                   |                                           |  |  |       |  |  | Roberto I di Parma |  |  |                    |  |
|                                |                      | Maria Antonia di Braganza         | Michele del Portogallo                    |  |  |       |  |  |                    |  |  |                    |  |
|                                |                      | Maria Antonia di Braganza         | Michele del Portogallo                    |  |  |       |  |  |                    |  |  |                    |  |
|                                |                      | Maria Antonia di Braganza         | Adelaide di Löwenstein-Wertheim-Rosenberg |  |  |       |  |  |                    |  |  |                    |  |
| Giovanni di Lussemburgo        |                      | Maria Antonia di Braganza         |                                           |  |  |       |  |  |                    |  |  |                    |  |
|                                |                      | Guglielmo IV di Lussemburgo       | Adolfo di Lussemburgo                     |  |  |       |  |  |                    |  |  |                    |  |
|                                |                      | Guglielmo IV di Lussemburgo       | Adolfo di Lussemburgo                     |  |  |       |  |  |                    |  |  |                    |  |
|                                |                      | Guglielmo IV di Lussemburgo       | Adelaide Maria di Anhalt-Dessau           |  |  |       |  |  |                    |  |  |                    |  |
| Carlotta di Lussemburgo        |                      | Guglielmo IV di Lussemburgo       |                                           |  |  |       |  |  |                    |  |  |                    |  |
|                                |                      | Maria Anna di Braganza            | Michele del Portogallo                    |  |  |       |  |  |                    |  |  |                    |  |
|                                |                      | Maria Anna di Braganza            | Michele del Portogallo                    |  |  |       |  |  |                    |  |  |                    |  |
|                                |                      | Maria Anna di Braganza            | Adelaide di Löwenstein-Wertheim-Rosenberg |  |  |       |  |  |                    |  |  |                    |  |
| Enrico di Lussemburgo          |                      | Maria Anna di Braganza            |                                           |  |  |       |  |  |                    |  |  |                    |  |
|                                | Alberto I del Belgio | Filippo del Belgio                |                                           |  |  |       |  |  |                    |  |  |                    |  |
|                                | Alberto I del Belgio | Filippo del Belgio                |                                           |  |  |       |  |  |                    |  |  |                    |  |
|                                | Alberto I del Belgio | Maria di Hohenzollern-Sigmaringen |                                           |  |  |       |  |  |                    |  |  |                    |  |
| Leopoldo III dei Belgi         | Alberto I del Belgio |                                   |                                           |  |  |       |  |  |                    |  |  |                    |  |
|                                |                      | Elisabetta di Baviera             | Carlo Teodoro in Baviera                  |  |  |       |  |  |                    |  |  |                    |  |
|                                |                      | Elisabetta di Baviera             | Carlo Teodoro in Baviera                  |  |  |       |  |  |                    |  |  |                    |  |
|                                |                      | Elisabetta di Baviera             | Maria José di Braganza                    |  |  |       |  |  |                    |  |  |                    |  |
| Giuseppina Carlotta del Belgio |                      | Elisabetta di Baviera             |                                           |  |  |       |  |  |                    |  |  |                    |  |
|                                |                      | Carlo di Svezia                   | Oscar II di Svezia                        |  |  |       |  |  |                    |  |  |                    |  |
|                                |                      | Carlo di Svezia                   | Oscar II di Svezia                        |  |  |       |  |  |                    |  |  |                    |  |
|                                |                      | Carlo di Svezia                   | Sofia di Nassau                           |  |  |       |  |  |                    |  |  |                    |  |
| Astrid di Svezia               |                      | Carlo di Svezia                   |                                           |  |  |       |  |  |                    |  |  |                    |  |
|                                |                      | Ingeborg di Danimarca             | Federico VIII di Danimarca                |  |  |       |  |  |                    |  |  |                    |  |
|                                |                      | Ingeborg di Danimarca             | Federico VIII di Danimarca                |  |  |       |  |  |                    |  |  |                    |  |
|                                |                      | Ingeborg di Danimarca             | Luisa di Svezia                           |  |  |       |  |  |                    |  |  |                    |  |
|                                |                      | Ingeborg di Danimarca             |                                           |  |  |       |  |  |                    |  |  |                    |  |

### Ascendenza patrilineare
Enrico di Lussemburgo è, insieme al cugino Filippo VI di Spagna, l'ultimo Borbone a sedere su un trono. 
 È discendente diretto di Luigi XIV di Francia:
1. Luigi XIV di Francia
2. Luigi, il Gran Delfino
3. Filippo V di Spagna
4. Filippo I di Parma
5. Ferdinando I di Parma
6. Ludovico di Borbone
7. Carlo II di Parma
8. Carlo III di Parma
9. Roberto I di Parma
10. Felice di Borbone-Parma
11. Giovanni di Lussemburgo
12. Enrico di Lussemburgo